# Фотокамера

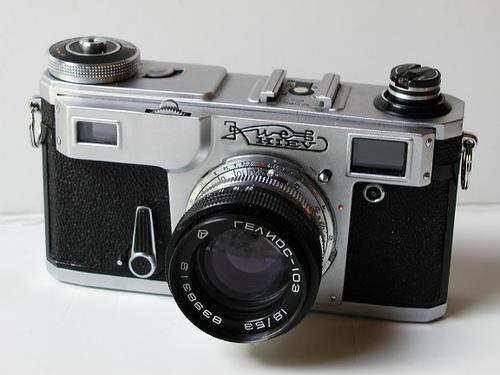
фотокамера «Киев-4АМ»

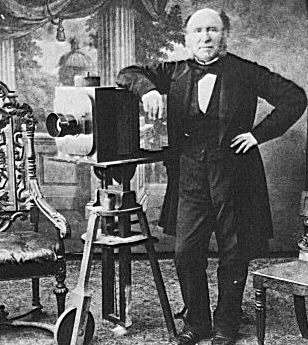
Фотограф. сер. XIX ст.

Фотокамера прямого візування в комплексі мікроскопа.

Фотока́мера — прилад для фіксації зображень матеріальних об'єктів за допомогою світла на спеціальному носії (зазвичай фотоплівці або у формі комп'ютерного файлу на електронній карті пам'яті).
Термін фотокамера походить від лат. camera, тобто «кімната». Найпершою формою фотокамери була саме така темна кімната (camera obscura) або прямокутна коробка з дуже маленьким отвором в одній зі стін. Завдяки цьому отвору, який виконував функції сучасного лінзового об'єктиву, camera obscura може формувати зображення (досить низької якості, як за сучасними стандартами) на протилежній стінці. Такі камери обскури існують і зараз у деяких освітніх закладах для ілюстрації базових оптичних принципів.
В українській мові тривалий час єдиним прийнятним терміном вважався «фотоапарат» нім. fotoapparat, але, під впливом англомовної літератури, термін «фотокамера» англ. photocamera починає домінувати. Серед фотографів-професіоналів є тенденція ставитися до терміна «фотоапарат» зневажливо, як до старомодного і надто аматорського.[джерело?]
Основним принципом роботи фотокамери є проєкція оптичного зображення заданої інтенсивності світлового потоку на реєструючий елемент впродовж заданого інтервалу часу. Комбінація інтенсивності і часу зветься експозицією.

При цьому інтервал часу експонування (реєстрації) зображення на реєстраторі називають витримкою.
Оптична система, здатна створювати зображення об'єкта, що його фотографують, на світлочутливому елементі. Об'єктиви можуть бути як дуже простими (одна лінза або навіть невеликий отвір, як у камері-обскурі) так і надзвичайно складними оптичними приладами. Останні є здатними дуже ефективно виправляти різноманітні оптичні аберації, а також самостійно здійснювати фокусування на об'єкті зйомки, зменшувати вплив вібрації тощо.
Окрім системи лінз, об'єктив зазвичай містить в собі механізм діафрагми, тобто отвору змінного діаметра, який регулює інтенсивність світлового потоку, що проходить крізь об'єктив. Іншою важливою функцією діафрагми є вплив на глибину фокусу.

## Функціональний опис

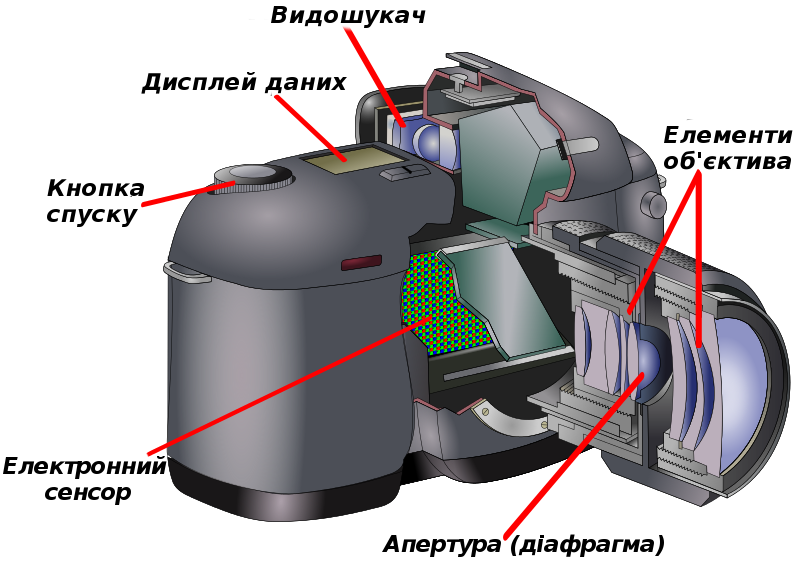
Базові елементи сучасної фотокамери.

Камера здатна працювати зі світлом видимого спектра, або з іншими частинами електромагнітного спектра. Фотокамера — це оптичний пристрій, спроможний відтворити зображення об'єкту чи сцени, і записати його на електронний сенсор чи фотоплівку.
У всіх камерах застосовується однакова базова конструкція: світло входить у замкнутий корпус камери крізь збиральну лінзу, і зображення записується на світлочутливому носії (електронна матриця, фотоплівка тощо). Механізм затвора контролює тривалість часу, протягом якого світло матиме змогу проникати в камеру. У більшості фотокамер наявні такі функції, які дають змогу фотографові переглядати сцену, що має бути сфотографована, фокусувати камеру на певній частині такої сцени, а також — контролювати час витримки й експозицію, щоб знімок вийшов не надто яскравим і не надто тьмяним. Дисплей даних, досить часто — рідкокристалічний дисплей (LCD) — дозволяє користувачеві переглядати такі настройки камери, як налаштування світлочутливості, експозиції та витримки.
Відеокамера працює за тим же принципом, що й фотокамера, тільки вона робить велику кількість фотографій у дуже швидкій послідовності, зазвичай — із частотою у 24 кадри на секунду. Після того, як зображення об'єднуються і відтворюються по черзі — виникає ілюзія руху.

## Типи фотокамер
Оскільки у роботі фотокамери можна виділити два принципово окремих процеси — створення і фіксацію зображення, класифікацію фотокамер доцільно проводити саме за цими двома критеріями — тобто за типом оптичної схеми і за типом носія зображення. Існують реалізації майже всіх оптичних схем для різних типів носія. Деякі моделі фотокамер навіть мають можливість зміни типу носія (насамперед складні професійні та дослідницькі камери).

## Носії зображення

### Фотоплівка
Фотоплівка є сучасним засобом хімічного способу фіксації оптичного зображення. Вона прийшла на зміну фотографічним пластинам — найпершому засобу хімічної фотографії. Хоча фотоплівка швидко втрачає популярність на користь електронних носіїв, у неї є досить багато гарячих прибічників. Деякі характеристики фотоплівки і зараз доступні тільки цифровим камерам найвищої цінової категорії, але ця дистанція стрімко зменшується.
Фотоплівка може бути різноманітних форматів, але найпоширенішими на сучасному етапі розвитку фотографії є формати APS, формат 135 (звичний малоформатний фотокадр на перфорованій кіноплівці шириною 35 мм, зазвичай розмір кадру 24*36 мм) та 120 (так званий Середній формат, розмір кадру залежить від камери)

### Фотопластинка
Фотопластинка вважається застарілим засобом хімічного способу фіксації оптичного зображення, проте й досі використовується професіоналами й ентузіастами фотографії. Формати фотопластинок можуть бути різноманітними, як і фотоапаратів, що їх використовують. Придбати фотопластинки виробництва провідних виробників хімікатів для фотографії можна лише у спеціалізованих фотомагазинах, проте деякі ентузіасти виготовляють фотопластинки самостійно.

### Електронні носії
Цифрова фототехніка пропонує принципово новий спосіб фіксації, обробки та зберігання оптичного зображення. Замість фотоплівки у цифрових фотокамерах використовується електронна світлочутлива матриця. Програма камери зчитує сигнал з такої матриці і зберігає цю інформацію у вигляді файлу даних. Традиційно цифрові камери працюють з форматами JPEG, TIFF і так званим RAW-форматом. Останній є найпридатнішим для подальшої роботи із зображенням, оскільки він містить чисту, необроблену (raw англійською — «сирий») інформацію, що її отримано від сенсорної матриці.
Сучасні цифрові камери працюють з картами пам'яті різних форматів і ємностей а також, рідше — з дискетами або компакт-дисками.

### «Плівка чи цифра?»
Тривалий час точиться дискусія щодо недоліків та переваг цифрової фотографії над хімічною. В цій дискусії є багато аспектів і кожна технологія має своїх палких прибічників. Однак, загальною є тенденція до переходу все більшої кількості фотографів до цифрової зйомки. Останні досягнення цифрової технології залишають все менше аргументів на користь традиційних методів.

## Тип оптичної схеми

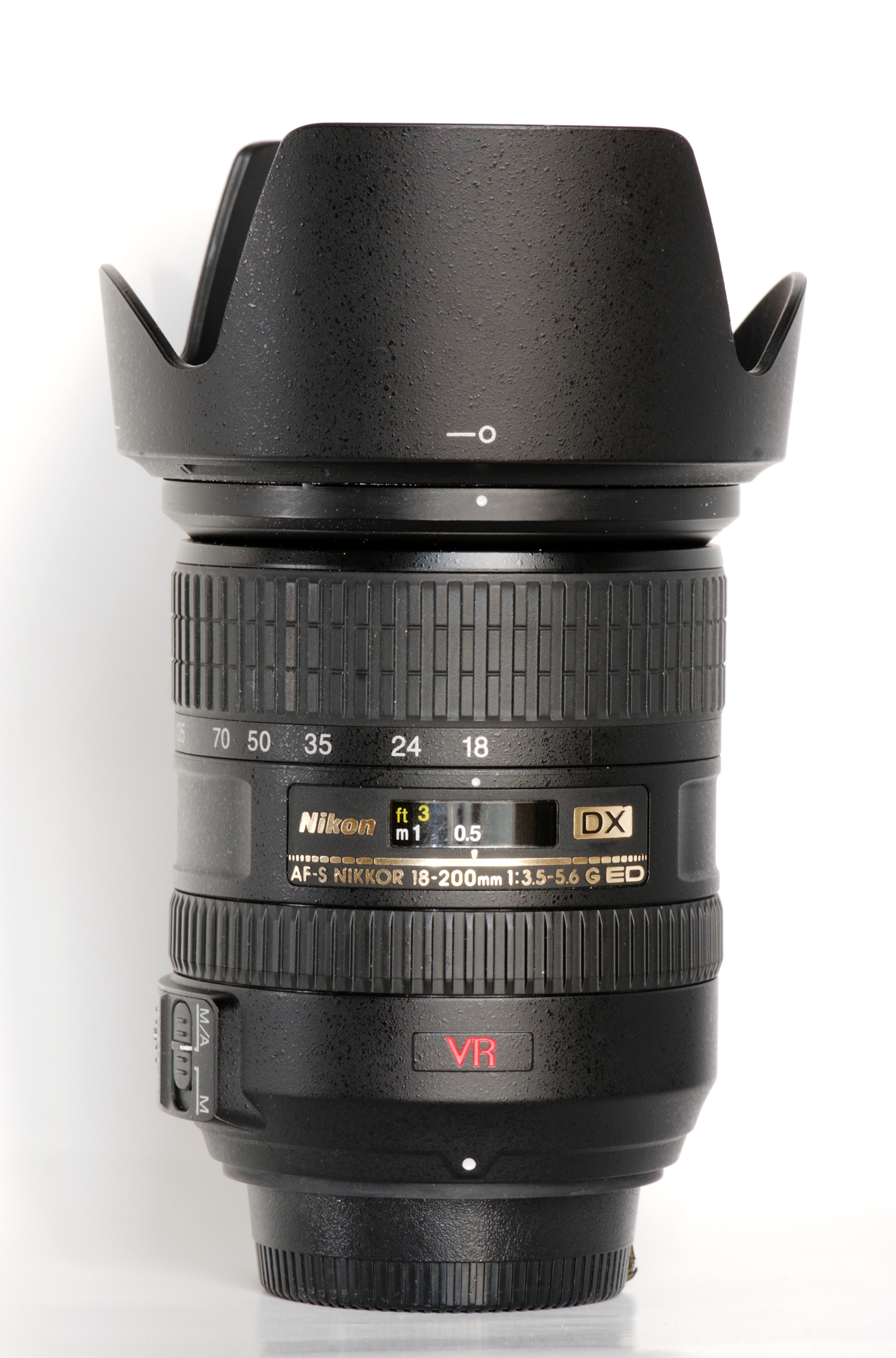
Сучасний об'єктив компанії Nikon

### Двооб'єктивні дзеркальні камери
В цих типах фотокамер існує два оптичні тракти — один для створення зображення на світлочутливому елементі, а інший для передачі приблизно того ж зображення в око фотографа. Двооб'єктивні камери з'явилися раніше інших типів. Вони є простішими за конструкцією, але мають суттєві недоліки, основним з яких є неповний збіг зображення, яке потрапляє на світлочутливий елемент з зображенням, яке бачить фотограф (так званий «паралакс»).

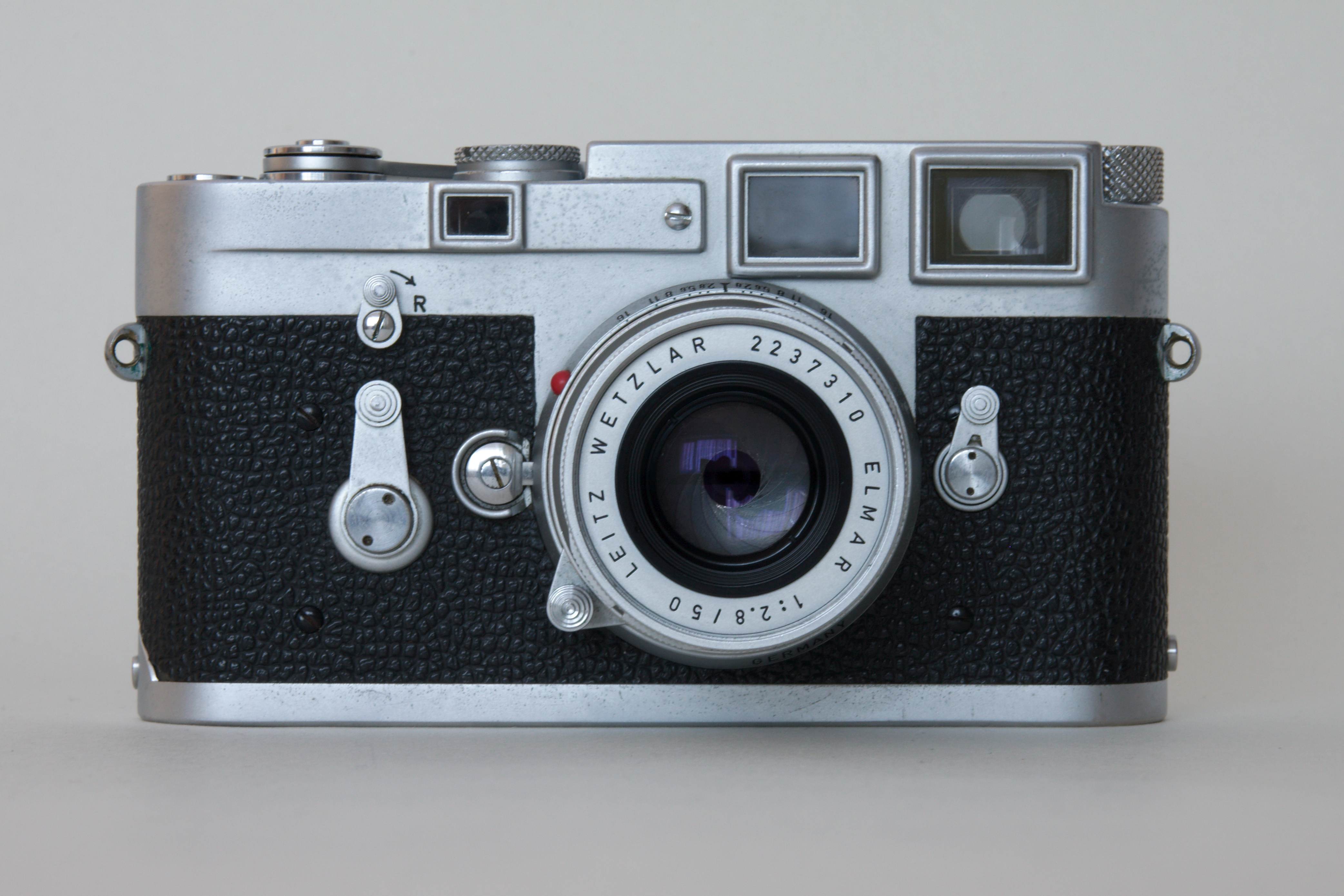
Далекомірна фотокамера Leica M3, 1954

### Далекомірні фотоапарати
В цих типах фотокамер існує два оптичні тракти — один для створення зображення на світлочутливому елементі через вбудований або змінний об'єктив, а інший для передачі приблизно того ж зображення в око фотографа. Другий тракт не містить об'єктива, і може бути оптичним видошукачем, чи простою рамкою для визначення границь кадру. Часто далекомірні фотоапарати містять видошукач суміщений з далекоміром, проте далекомір може бути й окремим. Прикладами далекомірних фотоапаратів є фотоапарати Лейка серії М та ФЕД.

Оптична схема дзеркальної фотокамери: 1—об'єктив, 2—дзеркало, 3—затвор, 4—світлочутливий елемент, 5—матове скло, 6—лінза, 7—пентапризма, 8—окуляр

### Дзеркальні (однооб'єктивні) фотокамери
У дзеркальних камерах єдиний оптичний тракт створення зображення розділяється після об'єктиву за допомогою рухомого дзеркала. Коли дзеркало знаходиться у нижньому положенні, світловий потік проходить крізь об'єктив і пентапризму та створює зображення на матовому склі. Це зображення і бачить фотограф. В момент натискання на спуск дзеркало на короткий час підіймається у верхнє положення і зображення проектується на світлочутливий елемент. Важливо, що обидва зображення є майже ідентичними, що є найбільшою перевагою дзеркальної оптичної схеми. Фотограф має змогу отримувати на знімку саме той кадр, який він бачив у момент зйомки.
На жаль, саме дзеркало і є найслабкішим елементом такої камери. По-перше, дзеркало має працювати швидко, тихо і передавати на корпус камери якнайменше вібрацій. По-друге, механізм підняття та опускання дзеркала має бути дуже надійним, а значить відносно важким. По-третє, наявність дзеркала не дозволяє суттєво зменшити розміри корпусу камери (хоча, для багатьох це не є недоліком, оскільки маленьку камеру нечітко фіксує долоня фотографа).
Схема праворуч:
1. об'єктив,
2. дзеркало,
3. затвор,
4. світлочутливий елемент,
5. матове скло,
6. лінза,
7. пентапризма,
8. окуляр

### Фотокамери з напівпрозорим склом
Деякі виробники намагалися подолати недоліки дзеркала що рухається шляхом встановлення напівпрозорого скла або спеціальної подвійної призми, яка частку світлового потоку спрямовувало на плівку або матрицю, а іншу частку в око фотографу. Така конструкція не набула широкого вжитку через те, що вона ефективно знижувала чутливість фотокамери. На світлочутливий елемент потрапляла тільки близько половини всього світлового потоку, що призводило до збільшення «шуму» у цифровому варіанті і «зерна» на плівці.

### Фотокамери з електронним розділенням зображень
Прогрес у мікроелектроніці дозволив виготовити прийнятні за ціною цифрові камери, в яких зображення для фотографа виводиться на один або навіть на два окремі мініатюрні рідкокристалічні дисплеї. При цьому використовується той самий сигнал з фотосенсора, що і для запису зображення у файл. Це одразу вирішує багато проблем — зникає необхідність додаткового механічного елемента — дзеркала, зберігається весь світловий потік і око фотографа бачить картину цілком ідентичну тій, що записується. Однак, все ж таки і цей дизайн не позбавлений суттєвих вад. Час реакції дисплеїв на зміну зображення і камери в цілому є досить великим і незадовільним у багатьох ситуаціях. До того ж, якість зображення на міні-дисплеї гірша за ту, яку забезпечує чисто оптична схема.

### Інші типи фотокамер
Розвиток цифрових технологій сильно розмив границі між типами фотокамер. Зараз фотокамери різної якості можна знайти у широкому спектрі пристроїв — від мобільних телефонів до портативних комп'ютерів і музичних плеєрів. Можна прогнозувати, що така інтеграція триватиме і надалі.

## Галерея

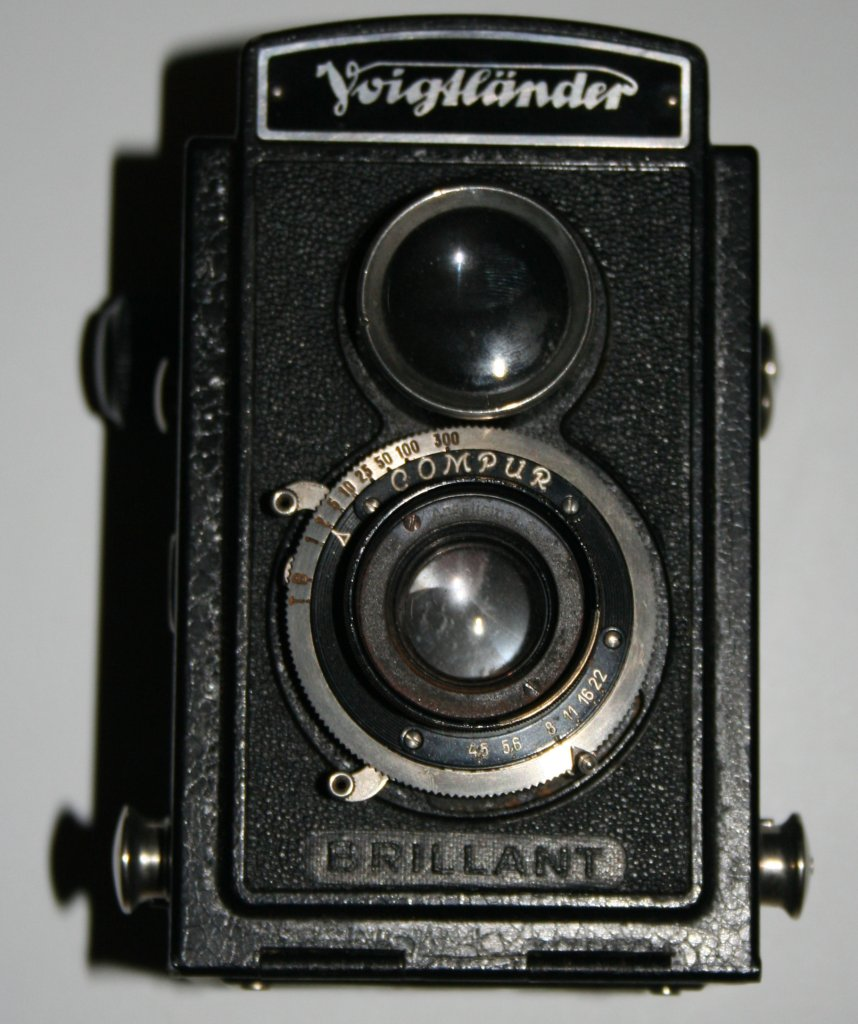
Двооб'єктивна камера Voigtländer Brillant, Німеччина, 1938
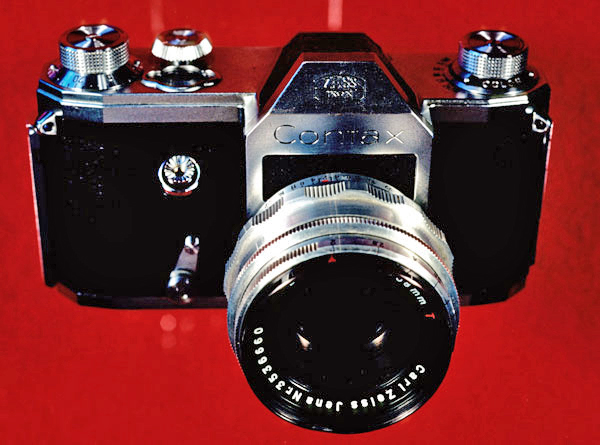
Дзеркальна фотокамера Contax S, Німеччина (НДР), 1949
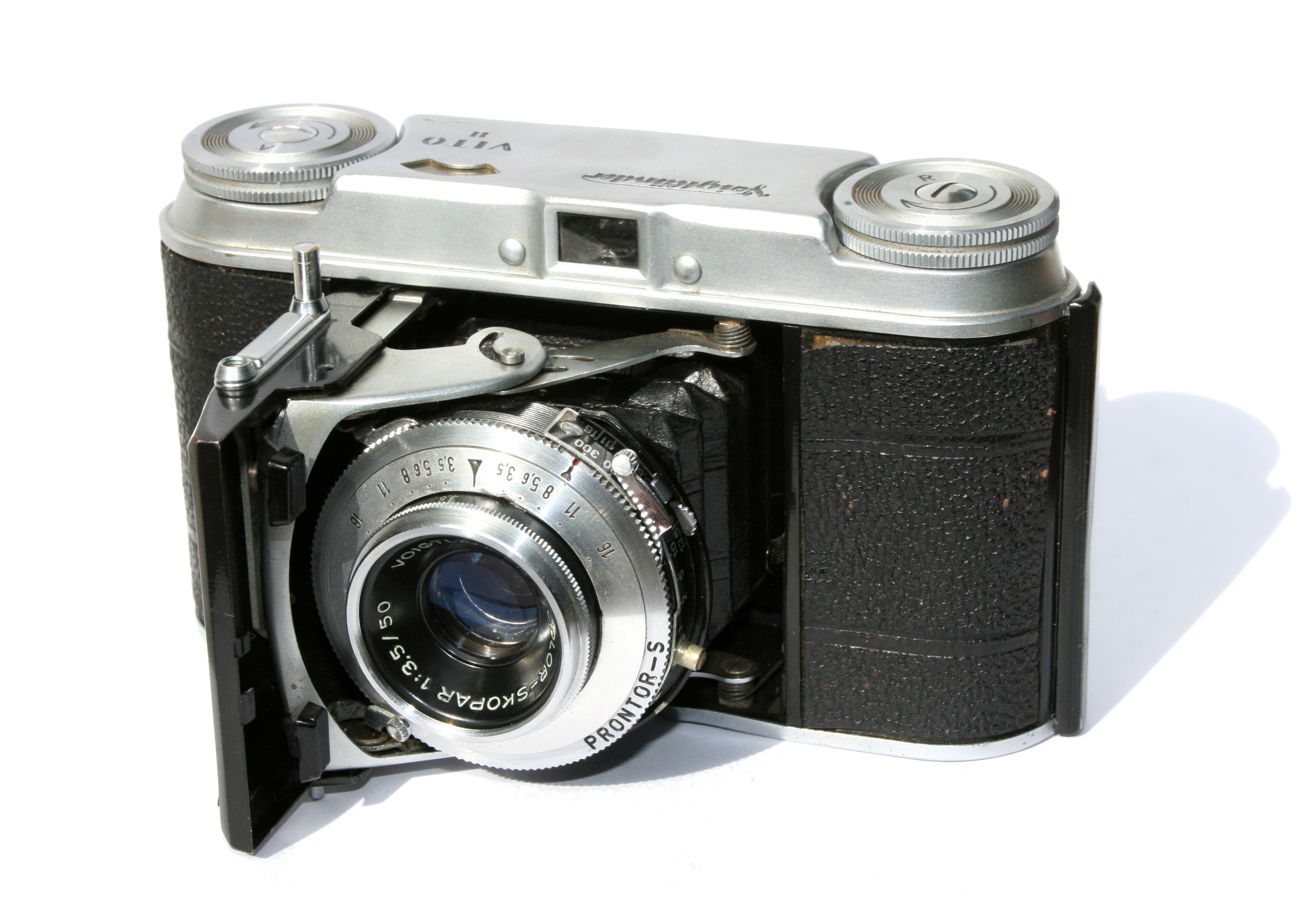
Далекомірний фотоапарат Voigtländer Vito II, Німеччина, 1952
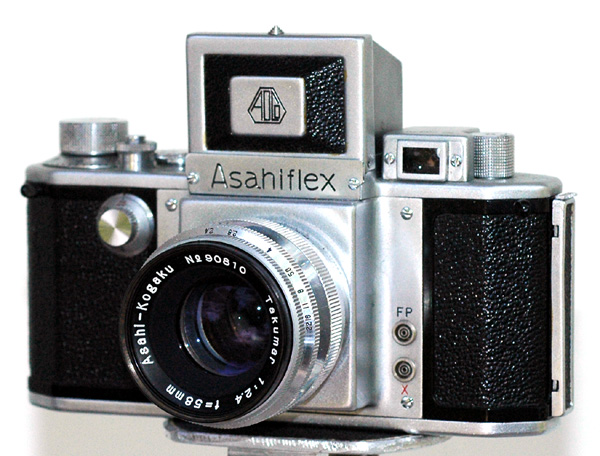
Asahiflex IIa, Японія, 1955
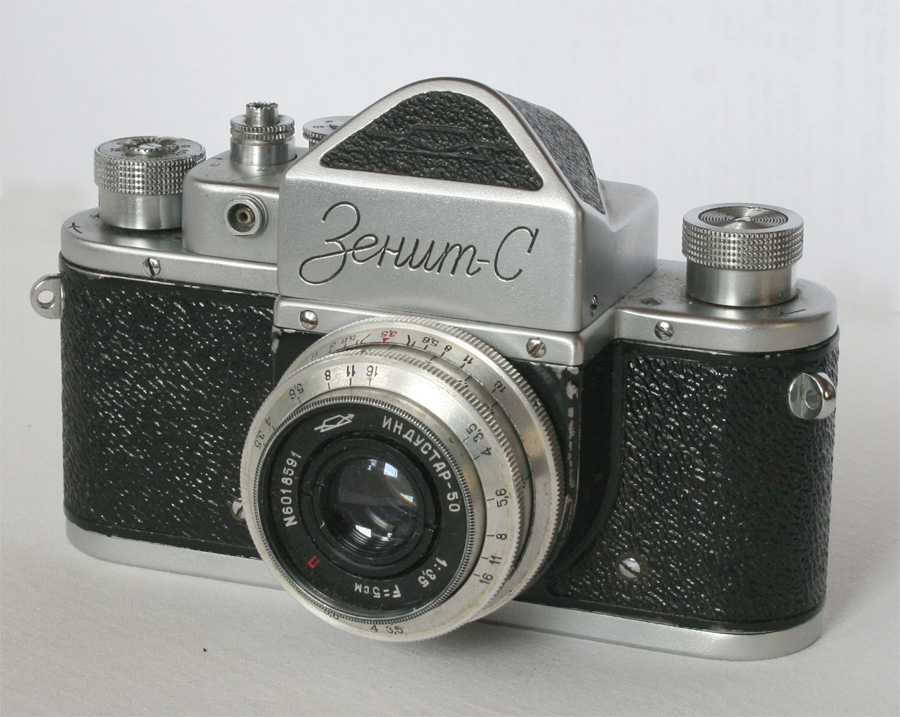
«Зенит-С», СРСР, 1955
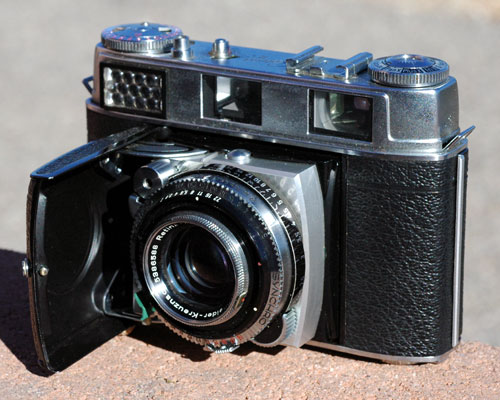
Kodak Retina IIIC, Німеччина, 1957
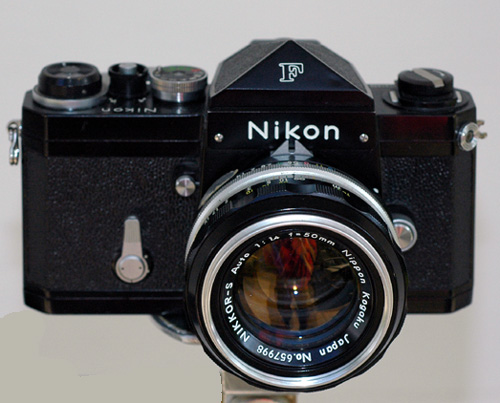
Nikon F, Японія, 1959
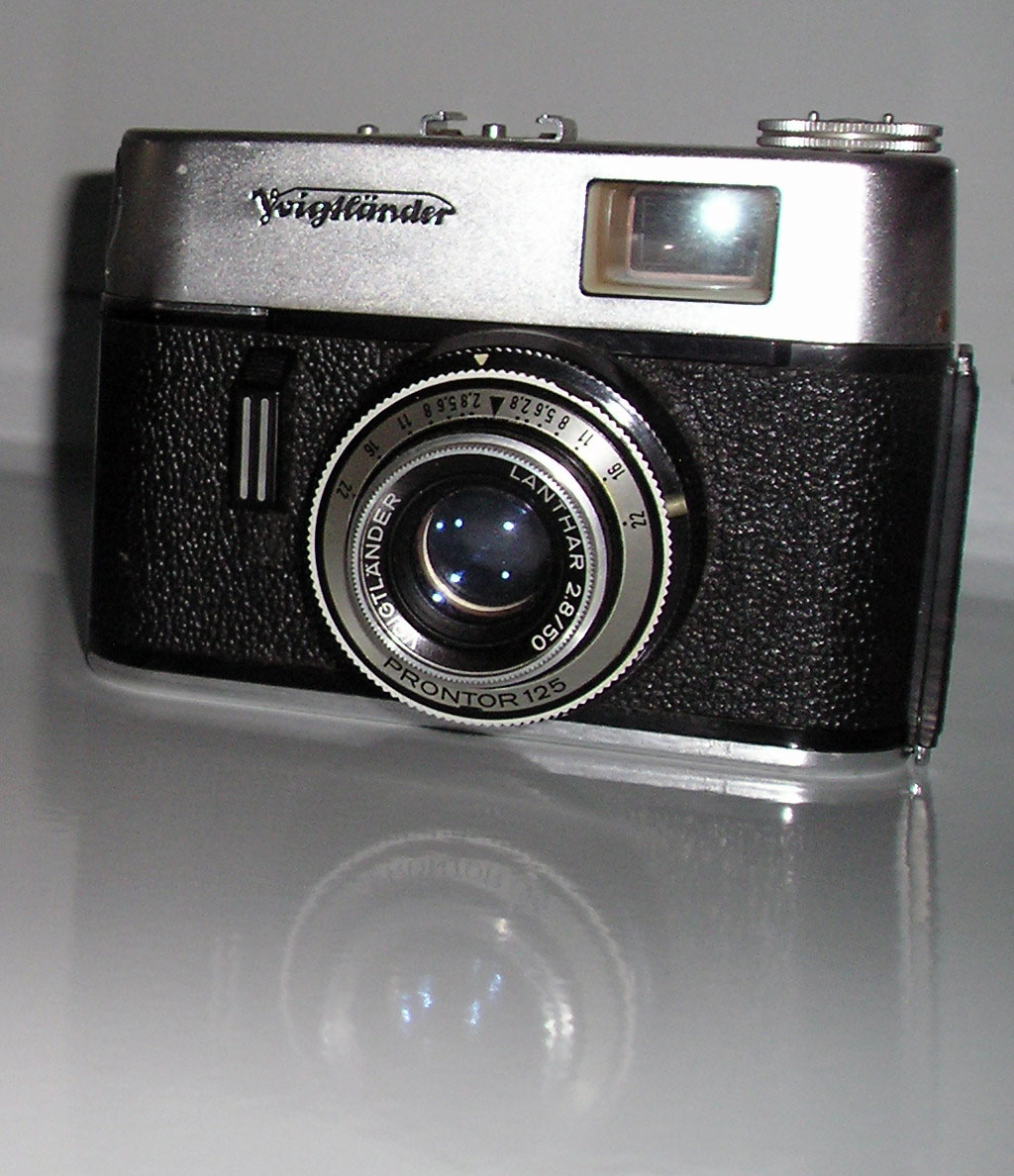
Voigtländer Vitoret, Німеччина, 1962
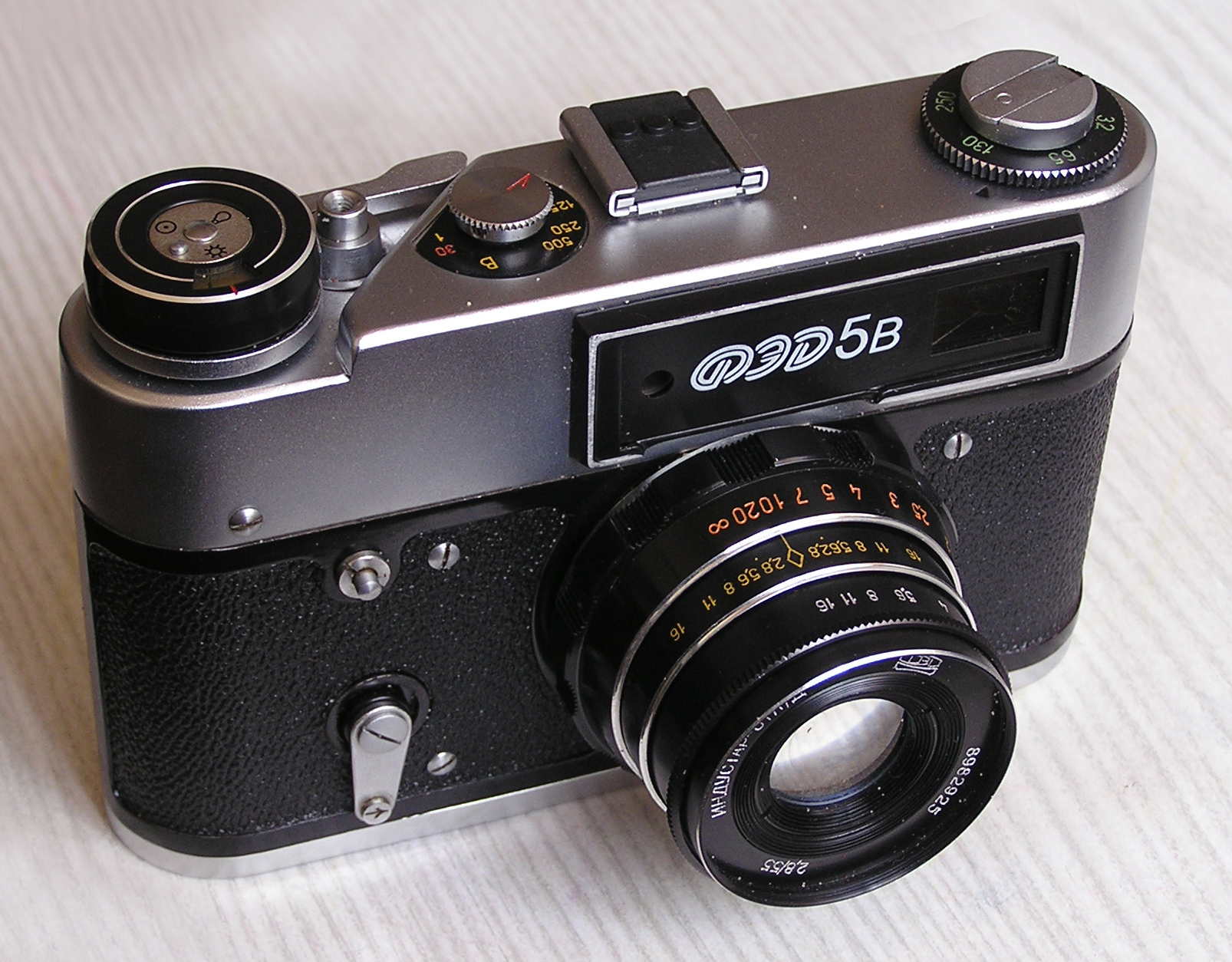
ФЕД-5В, СРСР, 1977
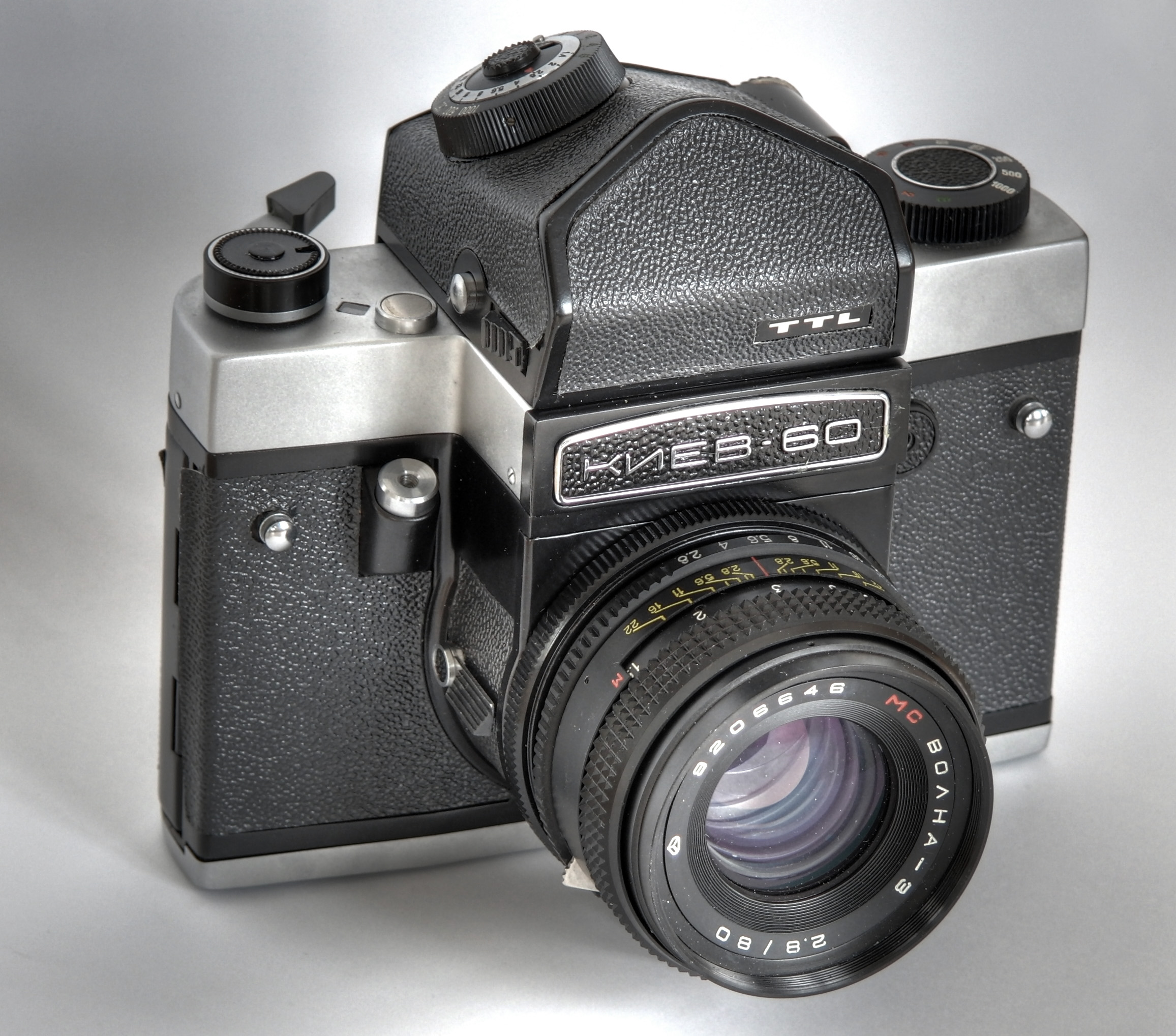
«Киев-60», СРСР, 1978
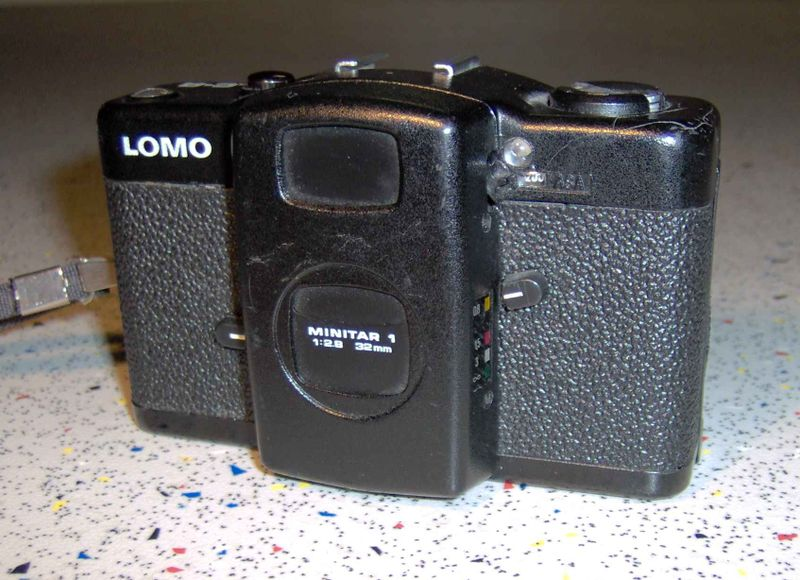
ЛОМО-Компакт-автомат, СРСР, 1988
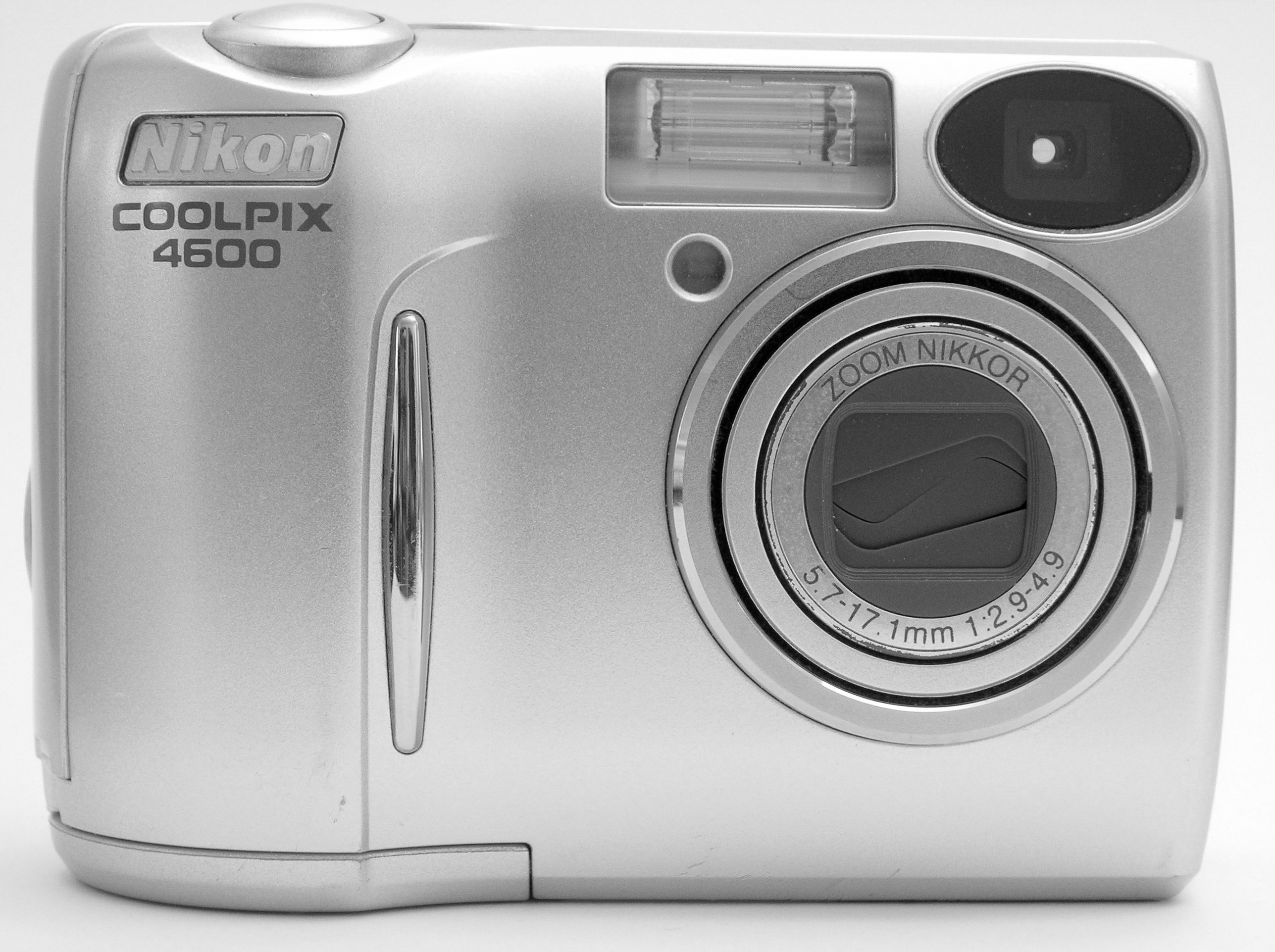
Цифрова фотокамера NikonE4600, Японія, 2003
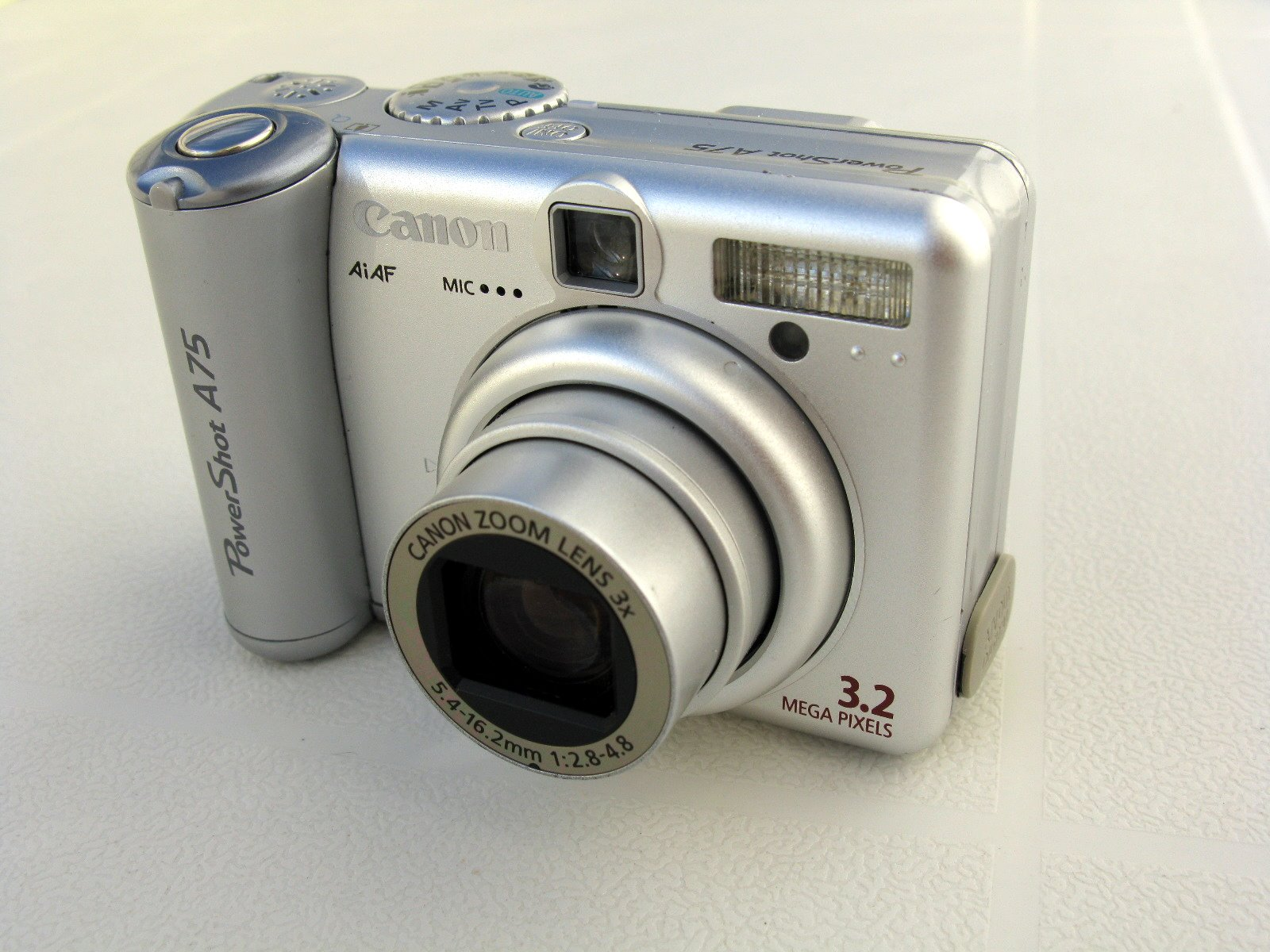
Цифрова фотокамера Canon PowerShot A75, Японія, 2004
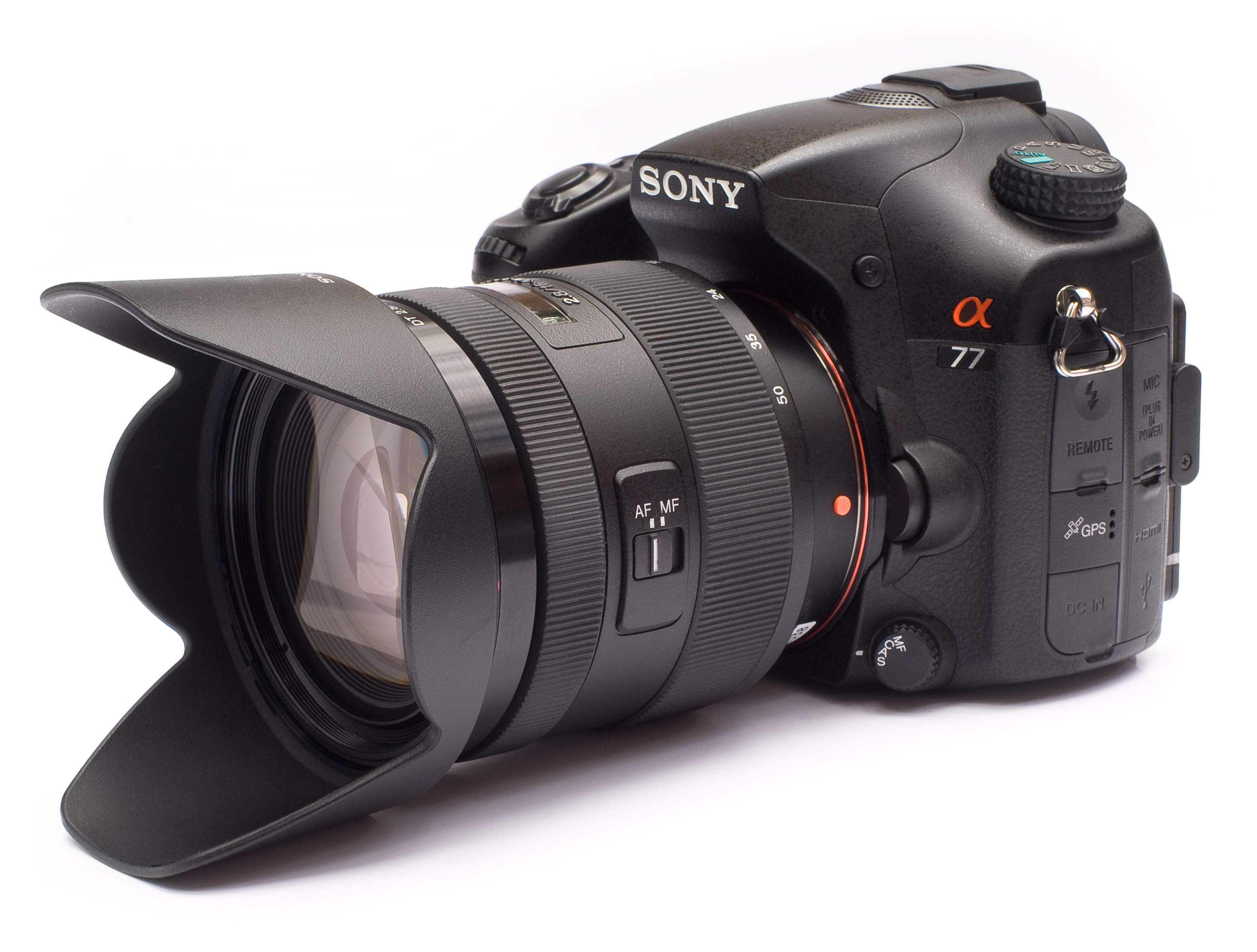
Sony α77.